# Wildstorm
Wildstorm Productions (eller enbart Wildstorm, stiliserat som WildStorm, tidigare namn Aegis Entertainment) är ett amerikanskt serieförlag som grundades 1992 av Jim Lee. Namnet Wildstorm är ett teleskopord, taget från två serietidningar som Lee hade arbetat med: Wildcats och Stormwatch. Wildstorm specialiserar sig på superhjälteserier, där några exempel på serier de publicerat är: Wildcats, Stormwatch, Gen¹³, Wetworks, The Authority, Deathblow, Midnighter och Welcome to Tranquility.
Wildstorm blev uppköpta av DC Comics under 1998, vilket gick i effekt i januari 1999. Wildstorm förblev redaktionellt separerade från DC, men i december 2010 valde DC att stänga ned Wildstorm. Dock meddelade DC den 4 oktober 2016 att Wildstorm skulle återupplivas med hjälp av Warren Ellis. Sedan februari 2017 är Wildstorm åter ett aktivt serieförlag.